# Моторин, Сергей Михайлович
Сергей Михайлович Моторин (1952—1987) — сотрудник ПГУ КГБ, подполковник, сотрудничавший с ФБР.

## Биография
Родился в семье функционера КПСС. Окончил Высшую школу КГБ. После этого направлен на работу в 1-й (американский) отдел ПГУ КГБ. В 1980 году выехал в США, где работал под прикрытием третьего секретаря посольства в Вашингтоне. Затем начал уклоняться от своей активной разведывательной работы и стал сожительствовать с женой одного из советских дипломатов, встречаясь с ней в гостиницах, где их запечатлели агенты ФБР. Также был пойман с поличным на спекуляции при попытке приобрести в кредит электроаппаратуру. После этого в 1983 году был завербован и передал сведения в ФБР о составе резидентуры советской разведки в США, а также о её агентуре. В 1984 году отозван в Москву. В середине 1985 года был разоблачён, предположительно, на основании данных, полученных от О. Х. Эймса. Впоследствии был расстрелян на основании приговора ВКВС СССР за государственную измену.

### Звания
- майор;
- подполковник.

### Награды
- несколько юбилейных медалей.